# Jim McWithey
Pat Flaherty (Grammer, 6 de julio de 1927-Gainesville, 1 de febrero de 2009) fue un piloto de automovilismo estadounidense. McWithey compitió en las Championship Car de la USAC en 1956, 1957, 1959 y 1960, con 20 carreras y las 500 Millas de Indianápolis de 1959 y 1960. Acabó entre los diez primeros en nueva ocasiones y consiguió una tercera posición en 1960 en Trenton. En su mejor mejor temporada en 1959, cuando quedó cuarto tres veces y también ganó carreras de autos de velocidad en pista de tierra en Terre Haute (Indiana) y Williams Grove, Pensilvania.

## Resultados

### Fórmula 1
(Clave) (negrita indica pole position) (cursiva indica vuelta rápida)

| Año  | Escudería                   | 1   | 2       | 3      | 4   | 5   | 6   | 7   | 8   | 9   | 10  | Pos. | Puntos |
| ---- | --------------------------- | --- | ------- | ------ | --- | --- | --- | --- | --- | --- | --- | ---- | ------ |
| 1959 | Belond Exhaust/George Salih | MON | 500 Ret | NED    | FRA | GBR | GER | POR | ITA | USA |     | NC   | 0      |
| 1960 | Hoover Motor Express        | ARG | MON     | 500 29 | NED | BEL | FRA | GBR | POR | ITA | USA | NC   | 0      |